# Throwing Muses
Throwing Muses ist eine US-amerikanische Alternative-Rock-Band, die in den 1980er und 1990er Jahren mit einer Mischung aus Popmusik und Noise-Rock auf sich aufmerksam machte. Der große Erfolg blieb der Band aufgrund des unkonventionellen Sounds verwehrt, aber innerhalb der Independent-Gemeinde gingen viele künstlerische Impulse von ihr aus.

## Geschichte
Kristin Hersh und ihre Stiefschwester Tanya Donelly gründeten die Band Anfang der 1980er Jahre in Newport, Rhode Island. Bald kamen Elaine Adamedes und David Narcizo dazu. 1984 erschien die erste EP, sie hieß wie die Band „Throwing Muses“. 1986 wurde der Bass von Leslie Langston übernommen, die 1990 von Fred Abong vertreten wurde. Die Band wurde von der britischen Plattenfirma 4AD unter Vertrag genommen. 1992 veränderte sich die Zusammensetzung der Band, als Donelly ausstieg (siehe auch: Belly) und auch Langston sich in eine andere Richtung orientierte. Hersh war inzwischen zweifache Mutter geworden und ließ die Aktivitäten in der Band für längere Zeit ruhen. 1995 kehrten die Muses mit Georges am Bass zurück. Seit 1997 ist Hersh im Wesentlichen Solokünstlerin. Die Band vereint sich jedoch zu gelegentlichen Konzerten, spielte z. B. 2011 im Rahmen einer Tournee in Berlin und veröffentlichte ein Best-Of-Album mit dem Titel Anthology. 2013 veröffentlichte die Band ein neuntes Album mit dem Titel Purgatory/Paradise in Form eines Buches mit beiliegender CD.

## Diskografie

### Alben
| Jahr | Titel           | Höchstplatzierung, Gesamtwochen, AuszeichnungChartsChartplatzierungen (Jahr, Titel, Platzierungen, Wochen, Auszeichnungen, Anmerkungen) | Anmerkungen |
| Jahr | Titel           | UK | Anmerkungen |
| ---- | --------------- | --- | ----------- |
| 1989 | Hunkpapa        | UK59 (1 Wo.)UK | 4AD         |
| 1991 | The Real Ramona | UK26 (4 Wo.)UK | 4AD         |
| 1992 | Red Heaven      | UK13 (3 Wo.)UK | 4AD         |
| 1995 | University      | UK10 (4 Wo.)UK | Rough Trade |
| 1996 | Limbo           | UK36 (2 Wo.)UK | Rough Trade |
| 2003 | Throwing Muses  | UK75 (1 Wo.)UK |             |

Weitere Alben
- 1986: Throwing Muses (4AD)
- 1988: House Tornado (4AD)
- 2013: Purgatory/Paradise
- 2020: Sun Racket
- 2025: Moonlight Concessions

### Livealben
| Jahr | Titel     | Höchstplatzierung, Gesamtwochen, AuszeichnungChartsChartplatzierungen (Jahr, Titel, Platzierungen, Wochen, Auszeichnungen, Anmerkungen) | Anmerkungen |
| Jahr | Titel     | UK | Anmerkungen |
| ---- | --------- | --- | ----------- |
| 1992 | The Curse | UK74 (1 Wo.)UK |             |

Weitere Livealben
- 2001: Live In Providence

### Kompilationen
- 1986: Doctor Death’s Volume I - Cette Enfant Me Fia Mourir
- 1987: Lonely Is an Eyesore
- 1987: Just Say Yes
- 1991: Just Say Anything
- 1995: This Is Fort Apache
- 1998: In a Doghouse
- 2011: Anthology

### EPs
Die meisten Lieder von „The Fat Skier“ finden sich auf Neuauflagen von „House Tornado“.

| Jahr | Titel Album        | Höchstplatzierung, Gesamtwochen, AuszeichnungChartsChartplatzierungen (Jahr, Titel, Album, Platzierungen, Wochen, Auszeichnungen, Anmerkungen) | Anmerkungen                                   |
| Jahr | Titel Album        | UK | Anmerkungen                                   |
| ---- | ------------------ | --- | --------------------------------------------- |
| 1991 | Counting Backwards | UK70 (2 Wo.)UK |                                               |
| 1992 | Firepile           | UK46 (1 Wo.)UK | zwei verschiedene Ausgaben: Part 1 und Part 2 |

Weitere EPs
- 1984: Stand Up
- 1987: Chains Changed
- 1987: The Fat Skier
- 1997: Live to Tape

### Singles
| Jahr | Titel Album                  | Höchstplatzierung, Gesamtwochen, AuszeichnungChartsChartplatzierungen (Jahr, Titel, Album, Platzierungen, Wochen, Auszeichnungen, Anmerkungen) | Anmerkungen |
| Jahr | Titel Album                  | UK | Anmerkungen |
| ---- | ---------------------------- | --- | ----------- |
| 1989 | Dizzy Hunkpapa               | UK85 (2 Wo.)UK |             |
| 1994 | Bright Yellow Gun University | UK51 (2 Wo.)UK |             |
| 1996 | Shark Limbo                  | UK53 (2 Wo.)UK |             |

Weitere Singles
- 1988: Saving Grace
- 1988: The River
- 1991: Counting Backwards
- 1991: Not Too Soon
- 1995: Shimmer
- 1995: Snakeface
- 1996: Ruthie’s Knocking
- 1996: Freeloader
- 2003: Mercury
- 2003: Portia